# Capracotta
Capracotta ist eine italienische Gemeinde mit 774 Einwohnern und liegt in der Nähe von Castel del Giudice und Ateleta in der Provinz Isernia.

## Geographie
Für die Gemeinde sind keine Ortsteile (Fraktionen) zugewiesen.
Die Nachbargemeinden sind Agnone, Castel del Giudice, Pescopennataro, San Pietro Avellana, Sant’Angelo del Pesco und Vastogirardi.
Die Gemeinde liegt rund 41 km vom Hauptort der Provinz, der Stadt Isernia und 70 km von der Adriaküste entfernt.
Der höchste Punkt des Gemeindegebietes ist der Gipfel des Monte Campo, der auf einer Höhe von 1746 Meter über Meereshöhe liegt.

Lage der Gemeinde in der Provinz Isernia

## Geschichte
Die ersten Anzeichen einer Ansiedlung in der Gemeinde Capracotta stammen aus dem elften Jahrhundert v. Chr. Bei Ausgrabungen wurden Teile einer Siedlung aus vorchristlicher Zeit freigelegt. Im ersten Jahrhundert n. Chr. wurde die Siedlung durch ein Feuer teilweise zerstört und in der Folge romanisiert.

## Bevölkerungsentwicklung

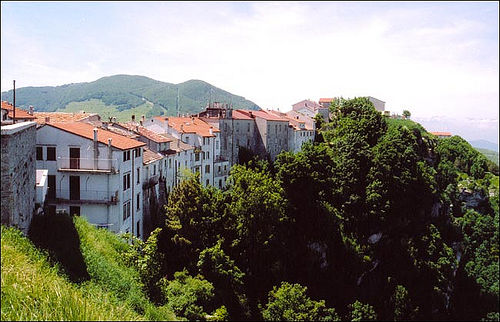
Die Ortschaft Capracotta

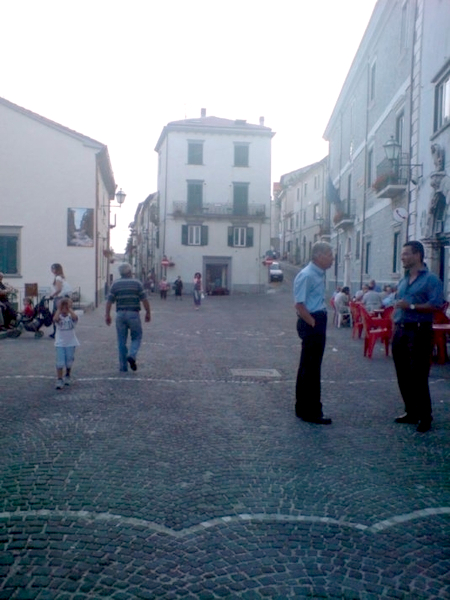
Piazza Falconi

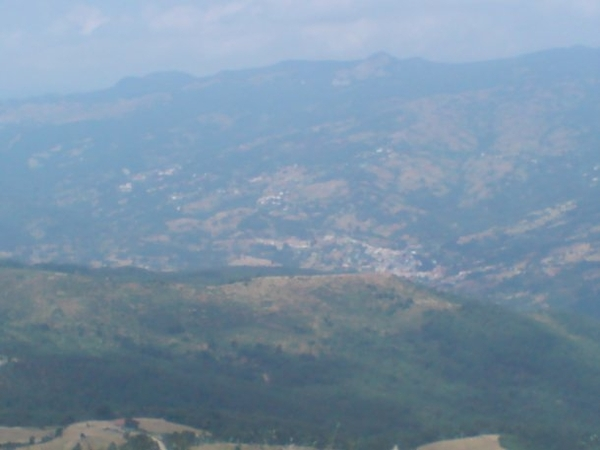
Panorama (bei gutem Wetter kann man 7 Regionen überblicken)

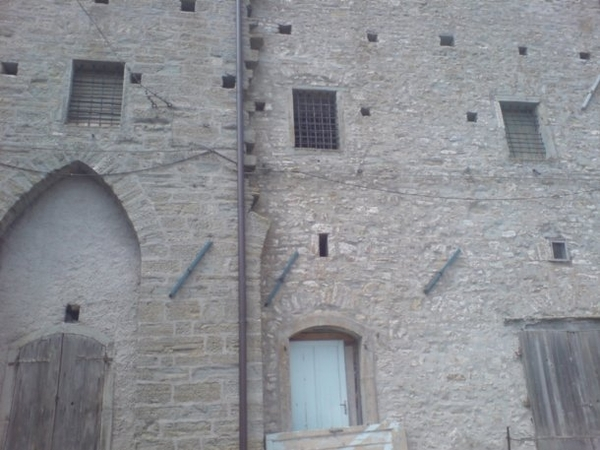
Gefängnis

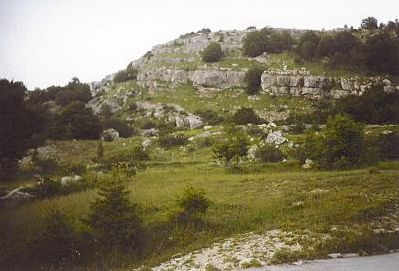
Monte Caparo

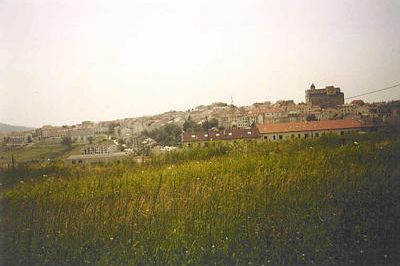
Panorama von Capracotta

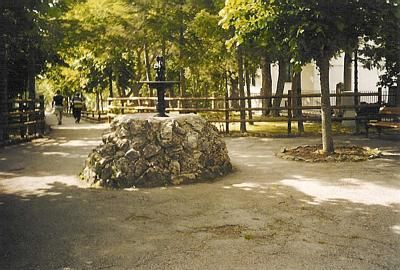
Brunnen am Eingang zum Park

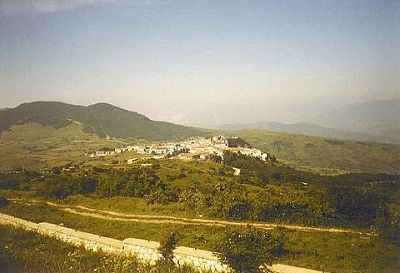
Panorama von Capracotta

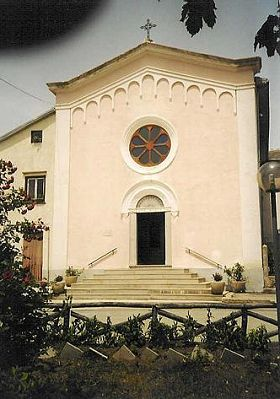
Chiesa S. Maria della Madonna

| Jahr      | 1861 | 1881 | 1901 | 1921 | 1936 | 1951 | 1971 | 1991 | 2001 | 2013 |
| --------- | ---- | ---- | ---- | ---- | ---- | ---- | ---- | ---- | ---- | ---- |
| Einwohner | 3737 | 3902 | 4502 | 4706 | 3934 | 3628 | 2163 | 1314 | 1122 | 938  |

Quelle: ISTAT

## Wappen
Das Wappen zeigt auf blauem Schild eine springende (fliehende) Ziege in natürlichen Farben über einem Feuer. Es handelt sich um ein redendes Wappen, da der Name Capracotta so viel wie gekochte Ziege bedeutet.

## Geschichte des Namens
Das Wappen zeugt heute noch von einer Legende. Diese besagt, dass Zigeuner beschlossen, eine Gemeinde zu bauen, und hierfür in einem Ritual eine Ziege zu opfern. Diese Ziege aber konnte fliehen und sprang über dieses Feuer. An der Stelle, wo die Ziege anhielt, bauten die Zigeuner ihr Dorf und wurden sesshaft.
Eine andere Geschichte besagt, dass der Name von der Feuertaufe der Langobarden herrührt, die angeblich das Dorf gegründet haben. In der Tat gab es bei den Langobarden eine Karnevalssitte, in der Ziegen getötet, geröstet und verzehrt wurden, und ihre gehörnten Köpfe während dieses Gelages dem Teufel geweiht wurden.
Bei beiden Geschichten handelt es sich um Legenden.
Wahrscheinlicher ist aber, dass der Name von „Castra cocta“ kommt. Dies ist abgeleitet von einem Militärlager, das von einem „Agger coctus“ (einer Umzäunung aus Ziegeln) geschützt wird. Es kann nicht ausgeschlossen werden, dass eine römische Abteilung in diesen Bergen stationiert war, um die strategischen Vorteile einer Lage mit Blick auf das Tal des Flusses Sangro zu nutzen.
Noch wahrscheinlicher ist allerdings, dass sich der Name aus zwei Eigenschaften der Region zusammensetzt, nämlich aus dem indo-europäischen „cap“ – hoher Platz, und „Kott“ – felsiger Ort. So zumindest argumentiert Ugo Mosca in einer Studie über die Ortsnamen in der Landesbibliothek von Campobasso.

## Persönlichkeiten
- Erasmo Iacovone (1952–1978), Fußballspieler